# Матилда од Рингелхајма
Матилда од Рингелхеима (око 895 - 14. март 968) била је немачка краљица, односно супруга Хенрика I. Католичка црква прогласила ју је светом.

## Биографија
Света Матилда је рођена око 895. године у Саксонији. Родитељи су је предали манастирској установи на одгој. Прочула се по лепоти, па ју је саксонски војвода Отон Ι желео за жену своме сину Хенрику. Хенрик Ι се касније борио за оснивање Светог римског царства које ће довршити њихов син Отон. Немци свету Матилду сматрају за своју прву краљицу. Хенрију је родила петоро деце: Хедвигу (мајку Ига Капета, однивача династије у Француској), Отона Ι (војвода Саксоније, немачки краљ и светоримски цар), Гербергу (жену француског краља Луја ΙV), Хенрика Ι (баварског војводу), светог Бруна Великог (архиепископ Келна и војводу Лорене). 
У време Хенриковог одсуства, Матилда је управљала државом као регент. Саградила је бројне цркве и основала бројне манастире. Након Хенријеве смрти престо је наследио њихов најстарији син Отон. Он је основао Свето римско царство и стекао епитет „Велики“. Мајка му је пружала добре савете приликом владавине. Током читавог живота помагала је болесне и сиромашне. Након смрти сина Хенрика, Матилда је одустала од краљевског живота. Наставила је да живи повученим животом. 

## Смрт
Матилда је преминула 14. марта 968. године. Сахрањена је, заједно са мужем Хенриком, у крипти манастира св. Серватија у Квидлингбуршкој опатији. Након смрти је проглашена светом. Матилдин култ био је веома раширен у средњовековној Немачкој. Католичка црква обележава свету Матилду 14. марта. 

## Породично стабло
|  |                          |  |  |  |  |  |  |  |  |  |  |  |  |  |  |  |
|  | 2. Дитрих од Рингелхајма |  |  |  |  |  |  |  |  |  |  |  |  |  |  |  |
|  |                          |  |  |  |  |  |  |  |  |  |  |  |  |  |  |  |
|  |                          |  |  |  |  |  |  |  |  |  |  |  |  |  |  |  |
|  | 1. Матилда Немачка       |  |  |  |  |  |  |  |  |  |  |  |  |  |  |  |
|  |                          |  |  |  |  |  |  |  |  |  |  |  |  |  |  |  |
|  |                          |  |  |  |  |  |  |  |  |  |  |  |  |  |  |  |
|  | 3.                       |  |  |  |  |  |  |  |  |  |  |  |  |  |  |  |
|  |                          |  |  |  |  |  |  |  |  |  |  |  |  |  |  |  |
|  |                          |  |  |  |  |  |  |  |  |  |  |  |  |  |  |  |